# اومبرتو دورسی
اومبرتو دورسی (ایتالیایی: Umberto D'Orsi؛ ۱۹۲۹ – ۱۹۷۶) بازیگر اهل ایتالیا بود.
از فیلم‌ها یا برنامه‌های تلویزیونی که وی در آن نقش داشته‌است، می‌توان به من، من، من… و دیگران، دخترمدرسه‌ای، دکامروتیکوس، سربازان و سرجوخه‌ها، برهنه می‌بینم، مرد هوسران، مرگ در لاردو پرسه می‌زند، بیا درباره زن‌ها حرف بزنیم، عشق و ازدواج، این دنیای دیوانهٔ دیوانهٔ ترانه، زن کولی، اوبالدا، سر تا پا عریان و داغ، راهبه آتش‌پاره، چیچو و فرانکو در سال اختلاف نظر، وای خدای بزرگ، پاستوره اومد! و چه کسی دادستان را کشت و برای چه؟ اشاره کرد.

## زندگی‌نامه
دورسی در تریسته زاده شد و مدرک حقوق خود را در سال ۱۹۵۳ گرفت اما تقریباً در تئاتر از سال ۱۹۵۰ فعال است. از سال ۱۹۶۲ تا زمان مرگش، او بازیگر نقش مکمل قوی بود و در سال ده تا پانزده فیلم بازی می‌کرد. او در رم در ۴۷ سالگی در اثر حمله قلبی از دنیا رفت.